# Thoe Schwartzenberg en Hohenlansberg
Thoe Schwartzenberg en Hohenlansberg is een oud-adellijk geslacht uit Frankenland waarvan leden sinds 1814 tot de Nederlandse adel behoren.

## Geschiedenis
De stamreeks begint met Hildebrand von Seinsheim die vermeld wordt vanaf 1230. Een nazaat werd in 1429 verheven tot Freiherr zu Schwarzenberg. Een afstammeling van hem vestigde zich in de 16e eeuw in Friesland. Bij Souverein Besluit van 28 augustus 1814 werden drie familieleden erkend als edele van Friesland met homologatie van de titel van baron.
Bij besluit van keizer Wilhelm II, koning van Pruisen, werd de Nederlander Georg Frederik Alexander baron thoe Schwartzenberg en Hohenlansberg (1842-1918), ritmeester in Pruisische dienst, opgenomen in de adel van Pruisen met de titel van Freiherr; zijn nakomelingen behoren tot de adel van Pruisen.

## Enkele telgen

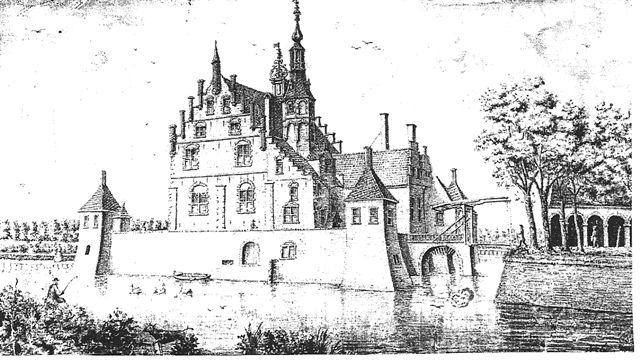
Groot Terhorne (1736)

- Georg Wilco des H.R.Rijksbaron thoe Schwartzenberg en Hohenlansberg (1637-1674), grietman; trouwde in 1662 met Helena Maria des H.R.Rijksbarones thoe Schwartzenberg, mede-vrij- en erfvrouwe van Ameland (1681- bij erfenis) (1646-1682)
  - Wilco des H.R.Rijksbaron thoe Schwartzenberg en Hohenlansberg, mede-vrij- en erfheer van Ameland (1664-1704), grietman
    - Georg Wolfgang des H.R.Rijksbaron thoe Schwartzenberg en Hohenlansberg, mede-vrij- en erfheer van Ameland (1691-1738), grietman
      - Georg Frederik des H.R.Rijksbaron thoe Schwartzenberg en Hohenlansberg (1733-1783), grietman, gecommitterde ter Staten-Generaal, lid Raad van State
        - Georg Wolfgang Carel Duco des H.R.Rijksbaron thoe Schwartzenberg en Hohenlansberg (1766-1808), grietman, volmacht ten Landsdage
          - Georg Frederik baron thoe Schwartzenberg en Hohenlansberg (1791-1868), grietman, burgemeester, lid Provinciale Staten van Friesland
            - Mr. Georg Wolfgang Carel Duco baron thoe Schwartzenberg en Hohenlansberg (1813-1891), grietman en vervolgens burgemeester van Haskerland
            - Ulbo baron thoe Schwartzenberg en Hohenlansberg (1824-1904), controleur directe belastingen
              - Mr. Georg baron thoe Schwartzenberg en Hohenlansberg (1864-1945), president rechtbank te Middelburg
                - Georg Wolfgang Carel Duco baron thoe Schwartzenberg en Hohenlansberg (1899-1985), burgemeester van Gaasterland

            - Caroline Francoise Wolfeline barones thoe Schwartzenberg en Hohenlansberg (1831-1895); trouwde in 1867 jhr. Wiardus Rengers Hora Siccama (1835-1908), burgemeester van Westerbork

    - Jan Sicco des H.R.Rijksbaron thoe Schwartzenberg en Hohenlansberg (1693-1757), luitenant-generaal, gouverneur van Namen, volmacht ten Landsdage
      - Wilco Holdinga Tjalling Camstra des H.R.Rijksbaron thoe Schwartzenberg en Hohenlansberg (1738-1800), grietman, volmacht ten Landsdage
        - Johan Sicco Tjalling Camstra baron thoe Schwartzenberg en Hohenlansberg (1769-1829), lid Algemene Raad van het Departement Friesland, grietman van Wonseradeel, lid Provinciale Staten van Friesland, raad West-Indische Koloniën
          - Christina Helena Geertruida barones thoe Schwartzenberg en Hohenlansberg (1802-1874); trouwde in 1828 met jhr. mr. Wicher van Swinderen (1802-1836), grietman van Gaasterland, lid Provinciale Staten van Friesland
          - Wilco Holdinga Tjalling Camstra baron thoe Schwartzenberg en Hohenlansberg (1805-1881), lid Provinciale Staten van Friesland
            - Henri Lodewijk Johan Onuphrius baron thoe Schwartzenberg en Hohenlansberg (1841-1922), riddergoed-bezitter in Silezië
              - Wilco Holdinga Tjalling Camstra baron thoe Schwartzenberg en Hohenlansberg (1881-1945), kapitein-luitenant ter zee in Duitse dienst
                - Ally Antonia Emilie barones thoe Schwartzenberg en Hohenlansberg (1920-1958); trouwde in 1941 met jhr. mr. Ernst Johannes Baptista Maria von Bönninghausen (1900-1973), lid eerste Kamer der Staten-Generaal, NSB-burgemeester-regeringscommissaris van Hilversum

              - Bertha Jacoba Gottliebe barones thoe Schwartzenberg en Hohenlansberg (1891-1993), beeldhouwer; trouwde in 1920 met Klaas Koster (1885-1969), kunstschilder

            - Georg Friedrich Alexander baron thoe Schwartzenberg en Hohenlansberg (1842-1918), Pruisisch ritmeester, als Freiherr in den Pruisische adel opgenomen in 1910

          - Watze Julius Justus Dominicus baron thoe Schwartzenberg en Hohenlansberg (1822-1895), grietman, vervolgens burgemeester van Doniawerstal

    - Michael Onuphrius thoe Schwartzenberg en Hohenlansberg (1695-1758), grietman
      - Wilco thoe Schwartzenberg en Hohenlansberg (1738-1788), grietman